# Sashimi

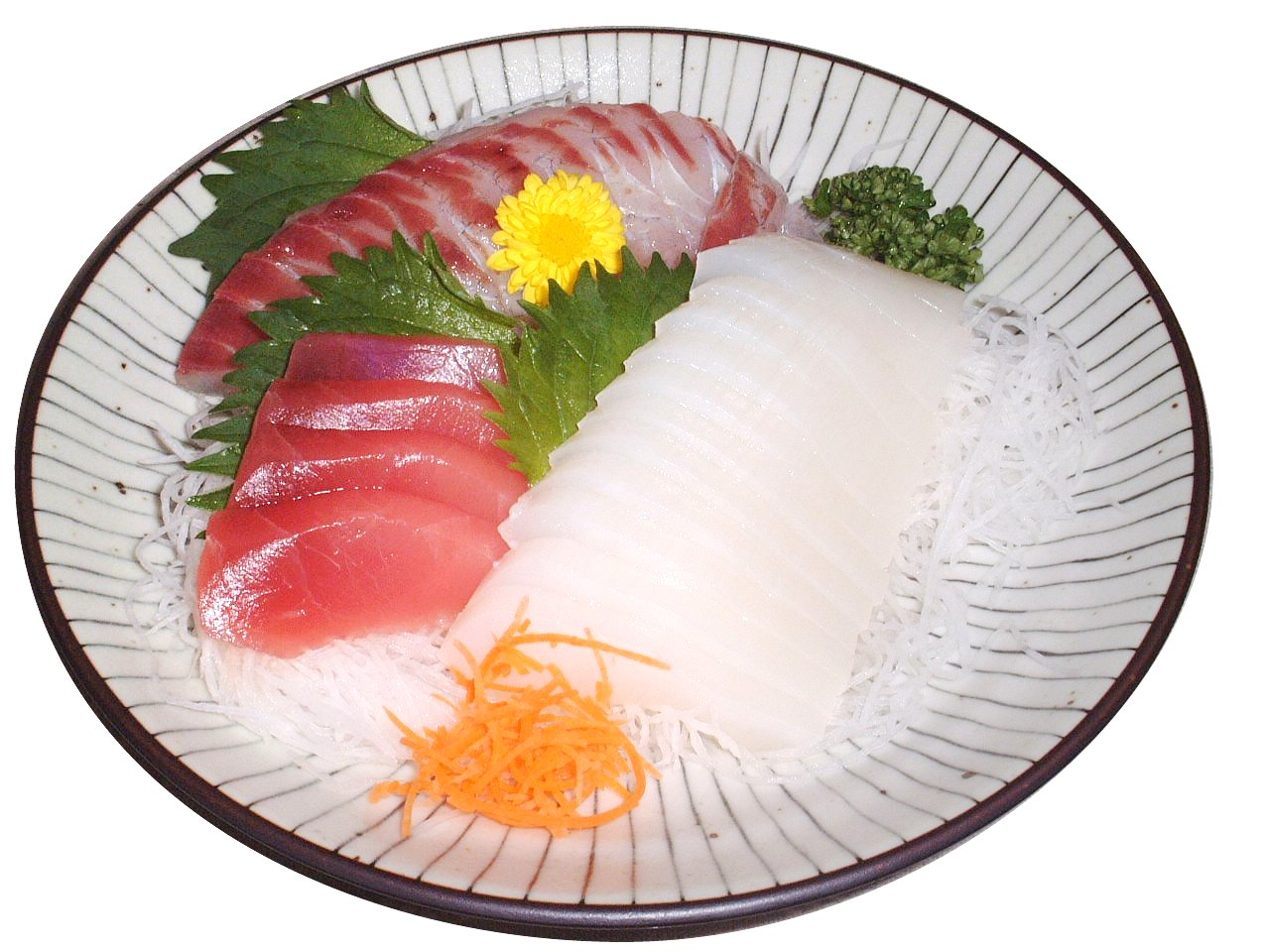
Sashimi av tonfisk (maguro), havsrudefisk (kai) och bläckfisk (tai).

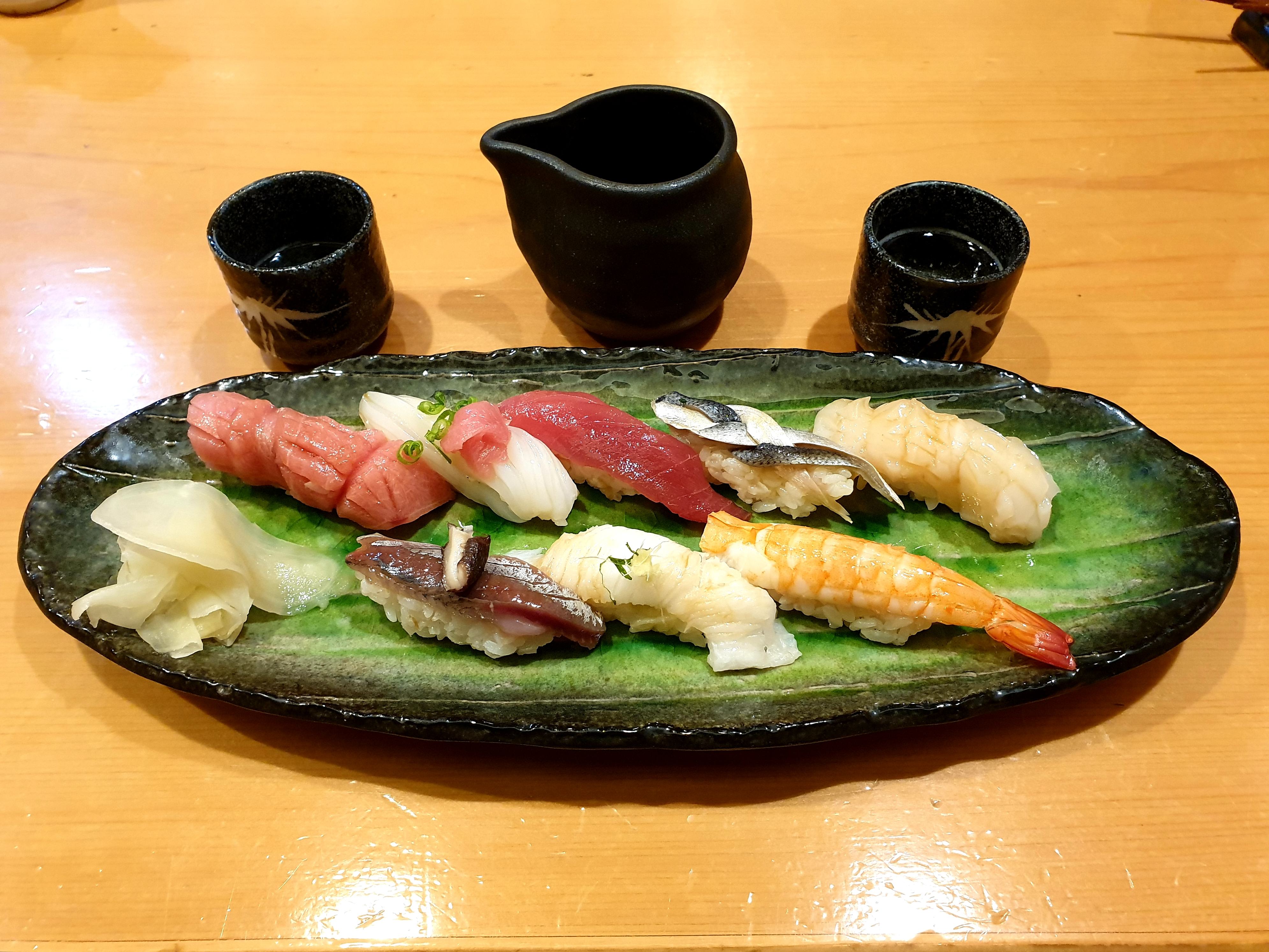
Traditionell Sashimi

Sashimi (刺身, "stucket kött") är en japansk maträtt vanligen bestående av bitar av rå fisk och andra vattenlevande djur som serveras med olika tillbehör, ofta vit rättika, wasabi, syltad ingefära och sojasås. Även tunna råa strimlor av nötkött kan ingå i sashimi. Vissa råvaror tillagas före serveringen, exempelvis bläckfisk.
I västerlandet blandas sashimi ofta ihop med sushi, men sushi syftar generellt på maträtter som innehåller vinägersmaksatt ris och rå fisk. Sashimi är en traditionell ingrediens i sushi, men det finns flera sushirätter som inte innehåller fisk alls.

## Servering

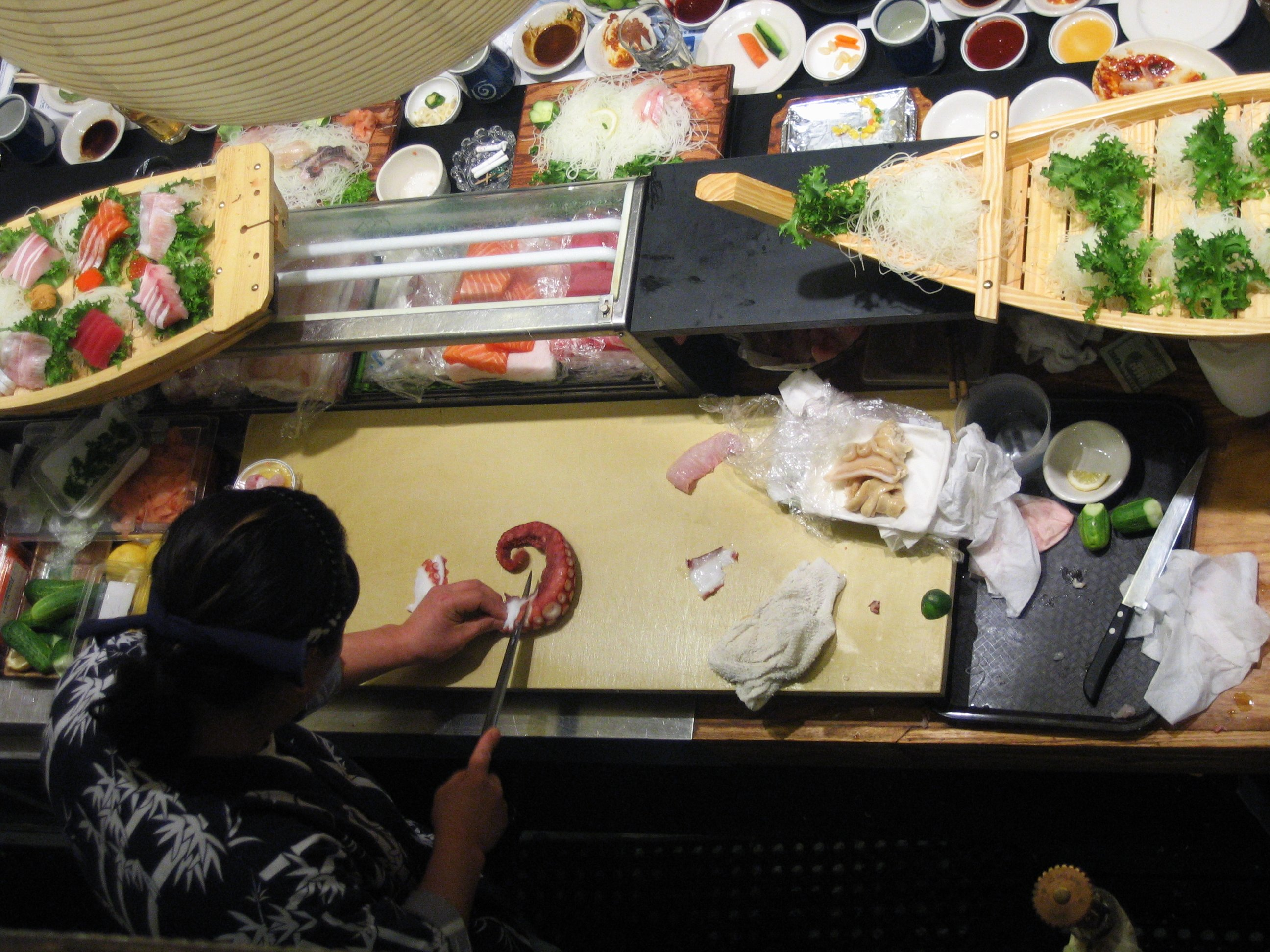
En kock som tillreder bläckfisk-sashimi. I restauranger förbereds ofta sashimi så att gästerna ser tillredningen.

Sashimi är ofta den första maträtten i en japansk måltid, men kan också vara huvudrätten ihop med misosoppa och ris i separata skålar. Traditionellt är sashimi ansedd att vara den finaste maträtten i det japanska köket och det anses att man bör äta sashimi innan andra starka smaker har påverkat smaksinnet.
De skivade fisk- och bläckfiskdelarna läggs oftast på någon form av garnering, ofta rättika i form av tunna strimlor. Wasabi och sojasås serveras ofta till sashimi och ibland blandar man wasabin med sojasåsen för att skapa en dipsås, något som fördöms av purister.

## Varianter

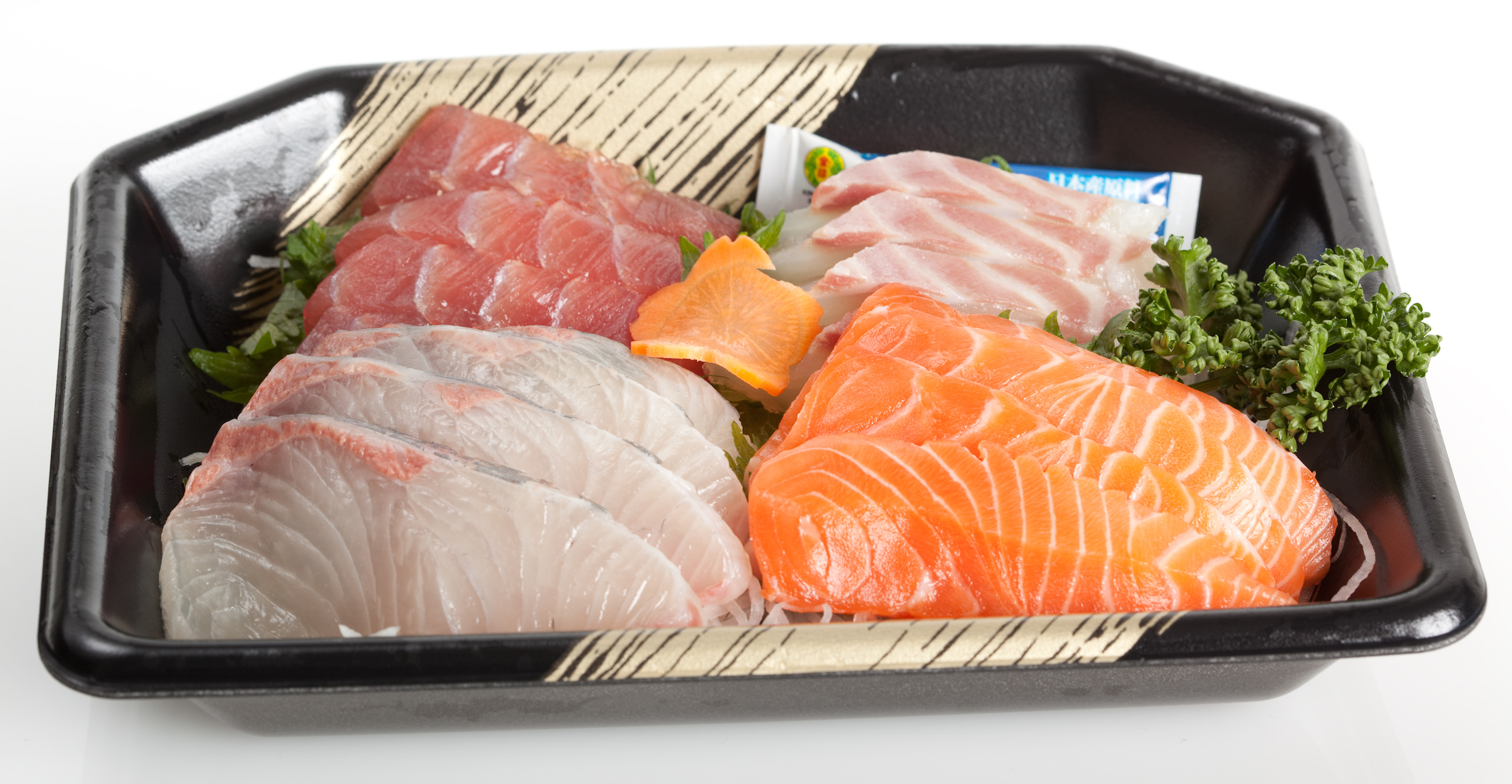
Sashimi-set säljs i många varuhus i Japan, vanligtvis med en påse wasabi.

Några av de populäraste ingredienserna i sashimi är:
- 鮭, sake: lax
- いか, ika: bläckfisk
- えび, ebi: kokad räka
- まぐろ, maguro: tonfisk
- さば, saba: makrill
- たこ, tako: åttaarmad bläckfisk
- とろ, toro: fet tonfisk
- ふぐ, fugu: blåsfisk
- ほたて貝, hotate-gai: pilgrimsmussla

Vissa ingredienser, som åttaarmad bläckfisk kokas vanligtvis för att minska på tuggmotståndet. De flesta fiskar, som tonfisk, lax och vanlig bläckfisk serveras råa.
Mera sällsynta ingredienser är helt vegetariska alternativ som yuba och rått kött från ko eller häst. Även kyckling förekommer.

## Möjliga hälsofaror
Då sashimi är rått, finns risk att man får bakterier eller parasiter från sashimi, exempelvis torskmask. För att döda parasiter och bakterier fryses ofta fisken in. Fugu är ökänt för att innehålla nervgiftet tetrodotoxin och om fisken tillreds felaktigt kan detta gift finnas i maten.